# 손담비 Remix Vol. 1
손담비 Remix Vol. 1은 손담비가 발매한 첫 번째 리믹스 앨범이다. 2008년에 〈미쳤어〉와 "Bad Boy"가 리믹스 버전으로 수록되었다. 그리고 2009에 발매된 손담비 정규 1집 Type-B에 수록되었다.

## 수록곡
1. 미쳤어 (Club Hip-Hop Remix Version)
2. Bad Boy (Club House Remix Version)
3. 투명인간
4. 미쳤어 (Remix) (Instrumental)